# Kosemponiola bipectinata
Kosemponiola bipectinata är en fjärilsart som beskrevs av Embrik Strand 1917. Kosemponiola bipectinata ingår i släktet Kosemponiola och familjen sikelvingar. Inga underarter finns listade i Catalogue of Life.